# St.-Annen-Kapelle (Husen)

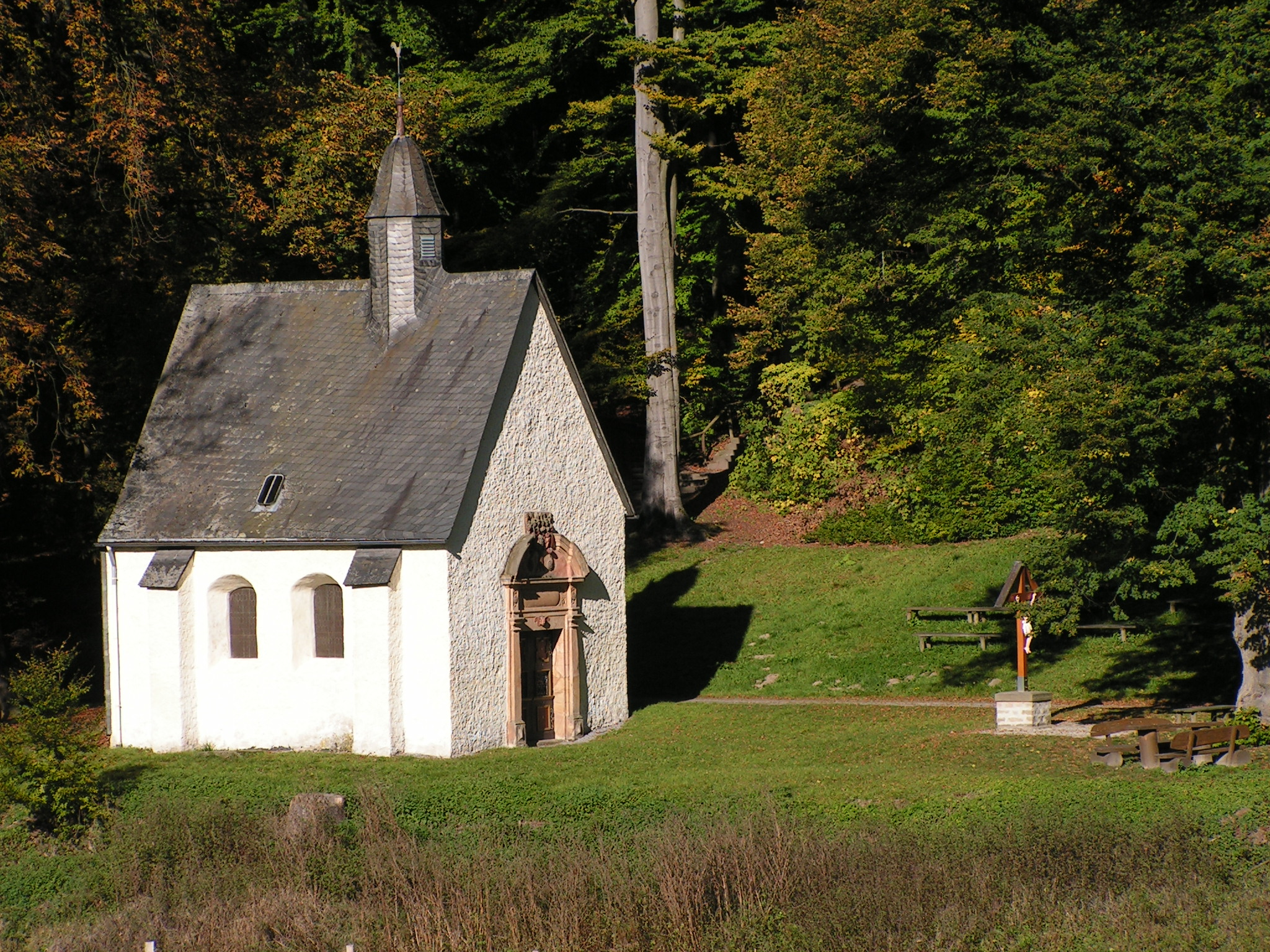
Annenkapelle

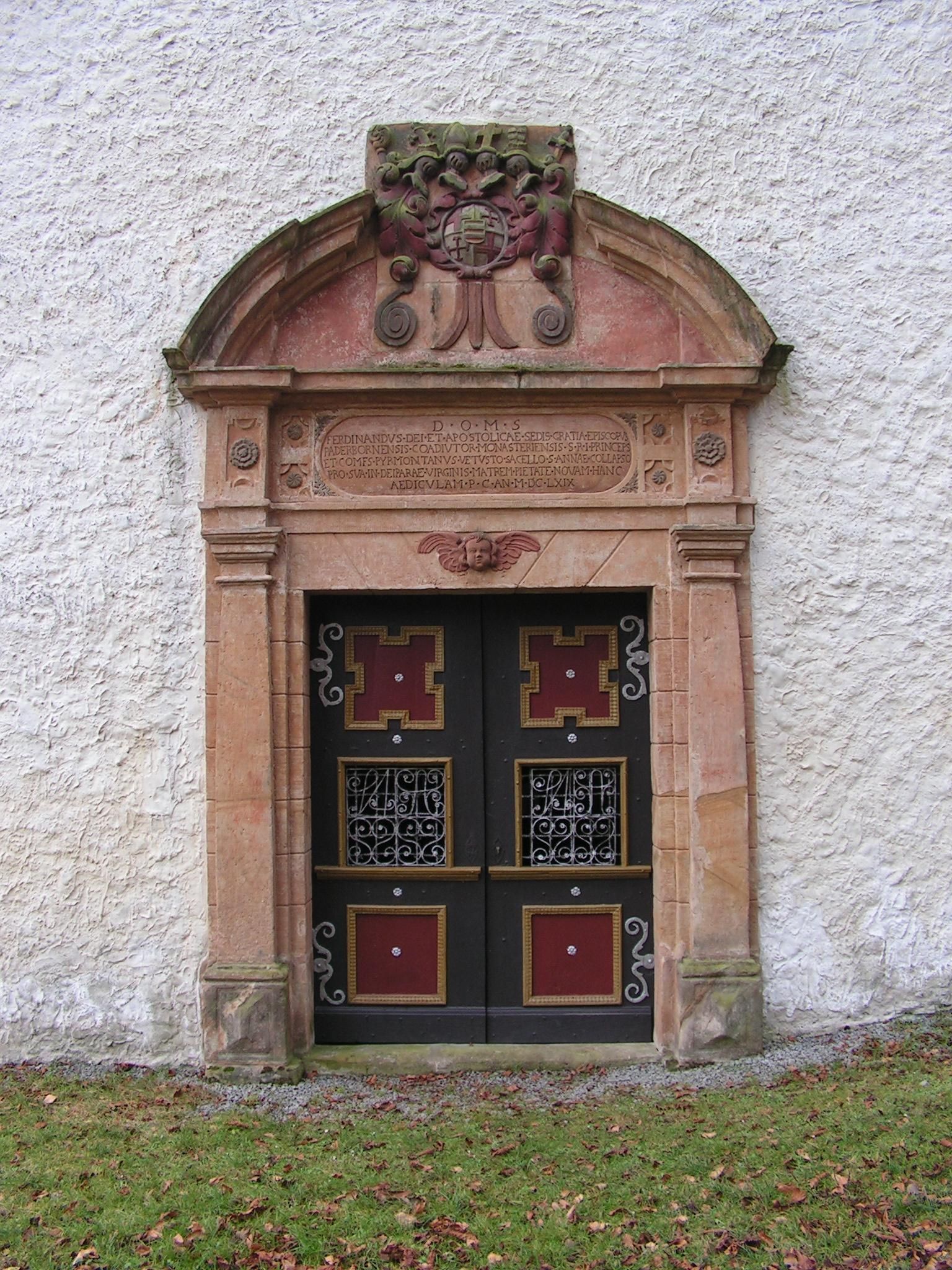
Annenkapelle – Eingangsportal

Die barocke St.-Annen-Kapelle (auch: Amerunger Kapelle) steht an der Grenze von Soratgau und Sintfeld in der Nähe der Orte Lichtenau, Husen und Holtheim am Zusammenfluss von Altenau und Holtheimer Wasser bei der Wüstung Amerungen. Die Kapelle ist Eigentum und Filialkirche der Pfarrei St. Kilian zu Lichtenau. Zur Amerunger Kapelle ziehen jedes Jahr am ersten Augustsonntag Wallfahrer aus dem Sintfeld, dem Soratgau und dem ganzen Hochstift Paderborn.

## Geschichte
Wegen völliger Baufälligkeit der Vorgängerkirche wurde im Jahre 1669 die St.-Annen-Kapelle von Fürstbischof Ferdinand von Fürstenberg neu errichtet. Der barocke Hochaltar wurde wenige Jahre vor der Kirche (1664) erstellt und scheint somit gebraucht gekauft worden zu sein. Aus dem Jahr 1749 stammt das Hochaltarbild, das Sankt Anna und Joachim mit ihrer Tochter Maria zeigt. Es wurde gestiftet von Egon von Fürstenberg, damals Praepositus des Busdorfstiftes in Paderborn. Seit 1955 ist das Bild durch eine gute Kopie ersetzt. Das Original befindet sich in der Pfarrkirche zu Lichtenau. Kapelle und Altar sind konsekriert. Die Weihe nahm Fürstbischof Ferdinand von Fürstenberg am 21. Juli 1672 vor.
Das barocke Portal trägt in einer Kartusche eine lateinische Inschrift, deren Übersetzung lautet:
„Gott, dem höchsten und größten, geweiht! Ferdinand, von Gottes und des Apostolischen Stuhles Gnaden, Bischof von Paderborn, Coadjutor von Münster, des Heiligen Römischen Reiches Fürst und Graf zu Pyrmont, hat diese neue Kapelle aus Pietät gegen die Mutter der jungfräulichen Gottesgebärerin, als das alte Heiligtum der Heiligen Anna zusammengefallen war, errichten lassen im Jahre 1669.“